# Elio
Elio és una pel·lícula de ciència-ficció animada estatunidenca produïda per Pixar Animation Studios per a Walt Disney Pictures. És dirigida per Domee Shi, Madeline Sharafian (en el seu debut com a directora) i Adrian Molina, i produïda per Mary Alice Drumm. La pel·lícula protagonitza les veus originals de Yonas Kibreab, Jameela Jamil, Brad Garrett, Zoe Saldaña, Remy Edgerly i Shirley Henderson. Segueix un nen d'onze anys anomenat Elio Solis (Kibreab) que intenta encaixar en la societat fins que de sobte és transportat per extraterrestres i és elegit com a ambaixador galàctic de la Terra. L'Elio ha de formar nous vincles amb excèntriques formes de vida alienígenes i navegar per una crisi de proporcions intergalàctiques. S'ha doblat al català.
La pel·lícula es va anunciar oficialment a la D23 Expo el setembre de 2022, amb Molina i Drumm ja vinculats al projecte com a director i productora respectivament, mentre que es va revelar que Kibreab i America Ferrera  s'encarregarien dels papers de la veu principal de l'Elio i la seva mare, respectivament. Jamil i Garrett es van unir al repartiment el juny de 2023. L'agost de 2024, es va anunciar que Ferrera havia abandonat el projecte a causa de problemes d'agenda i que seria substituïda per Saldaña en el paper de la tia de l'Elio, mentre que Shi i Sharafian substituirien Molina com a directors tot i que conservaria el crèdit en la direcció. Edgerly i Henderson van ser confirmats el novembre de 2024. Rob Simonsen va encarregar-se de la banda sonora.
Elio s'estrenà als Estats Units per Walt Disney Studios Motion Pictures el 13 de juny de 2025.